# Шоріна Алла Юріївна
Алла Юріївна Шоріна (17 березня 1980) — українська експертка з політтехнологій, журналістка, громадська діячка та письменниця. Кандидатка наук із соціальних комунікацій, фахівчиня з Goverment Relations, керівниця експертної групи «Impulse C», директорка з корпоративних комунікацій системи «Укоопспілка» (COOP-Україна), генеральна директорка холдингу «COOP Media». Заслужений журналіст України.

## Освіта
Вересень 1997 — липень 2002 — навчання на факультеті Систем та засобів масової комунікації Дніпропетровського національного університету імені О. Гончара, спеціальність журналістика.
Жовтень 2000 — березень 2001 — Школа американської журналістики IREX ProMedia.
У 2009 році захистила кандидатську дисертацію у Київському університеті ім. Шевченка, здобувши ступінь «Кандидат наук із соціальних комунікацій».

## Кар'єра
Кар'єру почала з посади позаштатної кореспондентки газети «Червоний Гірник» (м. Кривий Ріг). У 1997 вступила до вишу у Дніпропетровську.
2000 — 2007 — регіональна кореспондентка інформаційного агентства «Інтерфакс-Україна» у Дніпропетровській області.
2002 — 2007 — авторка статей про ГМК у виданні «Металлоснабжение и сбыт» (РФ).
2006 — 2007 — викладачка кафедри «Масові комунікації» на факультеті Систем та засобів масової комунікації Дніпропетровського національного Університету.
2007 — 2010 — начальниця Управління преси та інформації Дніпропетровської облдержадміністрації, прессекретарка губернатора. В команді губернатора Віктора Бондаря відповідала за оновлення державних медіа, інформаційний супровід політичних проєктів провладної команди («Наша Україна», «Єдиний центр»), кризовий менеджмент у публічних процесах.
Березень 2010 — вересень 2011 — директорка з PR у ПАТ КБ «ПриватБанк».
Вересень 2011 — до цього часу — топ-менеджерка (Член правління — Директор з корпоративних комунікацій) Центральної спілки споживчих товариств України (Укоопспілка). У 2012 році авторка проєкту з інтеграції в Україну західноєвропейського бренду «COOP».
Серпень 2013 — червень 2018 — генеральна директорка холдингу «COOP-media», який, окрім іншого, випускає всеукраїнські видання «Порадниця» (щотижневий наклад — 278 000 примірників) та «Вісті…» (щотижневий наклад — 38 000 примірників). Під керівництвом Шоріної у холдингу з'являються нові проєкти, серед яких у 2015 році інтернет-видання uamarket.info, що спеціалізується на галузі рітейлу, у 2016 році - дитячий журнал «Розумашки», з 2017 - розважальний портал «LeMonade» та інші.
У різний час була авторкою публікацій у таких засобах масової інформації, як «Металл Бюллетень. Украина», портал «UGMK.info», журнали «Бизнес и время» та «Металлоснобжение и сбыт», газета «День», основними темами в яких був розвиток гірничо-металургійного комплексу України та дії найбільших фінансово-промислових груп країни.

## Викладацька практика
Викладачка в Дніпропетровському національному Університеті у 2006—2007 роках на кафедрі «Масові комунікації». Одна з перших тренерів-викладачів Школи прессекретарів при інформ-агентстві «Інтерфакс-Україна».

## Проєкти

### Бібліотека офісних смайлів
У 2010 році, під час роботи у ПриватБанку, була авторкою розробки бібліотеки офісних смайлів, яки було впроваджено у документообіг найбільшого банку України. До бібліотеки увійшли 53 смайли, які відображали слова та вирази, які найчастіше використовувались у банківському документообігу. Серед них такі як «клієнт», інфляція, «комунальні платежі», «населення», знаки «органи влади», «затвердити» та «сплатити». Всі смайли були викладені у вільному доступі та всі охочі могли використовувати їх для своїх потреб.

### Акція «З турботою про Українське!»
У 2011 рокі виступила автором і ідеологинею Всеукраїнської патріотичної акції «З турботою про Українське!» (слоган акції «Це не Apple, це краще»), спрямованої на об'єднання і посилення позицій українських виробників.

Акція передбачає маркування спеціальною емблемою продуктів харчування, вироблених вітчизняними виробниками з української сировини. Організатори акції заявили, що її головне завдання — інформування споживачів про те, що продукт відповідає всім стандартам якості і виготовлений в Україні з української сировини. За перший рік акції до неї долучилися понад 170 вітчизняних виробників продуктів харчування зі всієї України.

### Бренд «COOP» в Україні
У 2012 році Шоріна стала авторкою ідеї та ініціаторкою інтеграції в Україні західноєвропейського кооперативного бренду «COOP». Завдяки цьому з'явився бренд «COOP-Україна», який з того часу використовується в усіх напрямках діяльності системи споживчої кооперації України. У лютому 2014 року Укоопспілка зареєструвала також торговельну марку «СООР».

### Україна сакральна
Алла Шоріна виступає кураторкою книжкової серії «Україна Сакральна». Серія, заснована у 2015 році, присвячена видатним особистостям різних часів, пов’язаним з Україною. Усі книги серії представлені у жанрі белетризованої біографії. Книги серії містять не лише історичні подробиці з життя відомих постатей, а й маловідомі факти, спогади сучасників. Тексти доповнені відповідними фотознімками та малюнками художників. За словами Шоріної, учасники проєкту хотіли розповісти про відомі в українській культурі постаті у такий спосіб, щоб викликати цікавість навіть у тих читачів, які втратили бажання подальшого інтелектуального пошуку через сухі, вихолощені шкільні тексти про них. 
|                | Книги вийшли зручні по формі та змісту, їх приємно почитати під час подорожі чи відпочинку. Водночас, для нас було важливо дотриматися достовірності та не перестаратися із розважальним форматом. Це вдалося: маємо відгуки відомих істориків та дослідників щодо коректності викладених фактів |
| — Алла Шоріна. | |

В межах серії видані белетризовані біографії М. Гоголя, Г. Сковороди, І. Сірка, М. Булгакова, О. Блаватської, Бааль-Шем-Това.

### Український імпульс
У 2016 році Алла Шоріна видала свою першу книгу «Український геній Марчук: історії», присвячену життю та роботі українського художника Івана Марчука. Книга є одним з етапів авторського проєкту Шоріної «Український імпульс».
У 2018 році Шоріна у співавторстві із Григорієм Пилипенком випускає художній альбом «Тіберій Сілваші. Алхімія кольору».

## Нагороди
- 2008 рік — Відзнака «За особливий вклад у розвиток регіону».
- 2009 рік — Заслужений журналіст України.

## Сімейний стан
Одружена. Виховує сина та доньку.